# Tschmyriwka (Starobilsk)
Tschmyriwka (ukrainisch Чмирівка; russisch Чмыровка Tschmyrowka) ist ein Dorf im Norden der ukrainischen Oblast Luhansk mit etwa 4300 Einwohnern (2001).
Das zu Beginn des 19. Jahrhunderts gegründete Dorf (anderen Quellen nach 1822) liegt etwa 100 km nördlich vom Oblastzentrum Luhansk und grenzt an den Nordosten des Stadtgebietes vom Rajonzentrum Starobilsk. Südlich vom Dorf verläuft die Regionalstraße P–07 und westlich von Tschmyriwka die Territorialstraße T–13–02.

## Verwaltungsgliederung
Am 27. September 2016 wurde das Dorf zum Zentrum der neugegründeten Landgemeinde Tschmyriwka (Чмирівська сільська громада/Tschmyriwska silska hromada). Zu dieser zählten auch die 6 Dörfer Butowe, Nowoomelkowe, Orichowe, Pischtschane, Saporiske und Wyschnewe sowie die Ansiedlung Stepowe, bis dahin bildete es zusammen mit dem Dorf Saporiske und der Ansiedlung Stepowe die gleichnamige Landratsgemeinde Tschmyriwka (Чмирівська сільська рада/Tschmyriwska silska rada) im Zentrum des Rajons Starobilsk.
Am 12. Juni 2020 wurde kamen noch die 14 in der untenstehenden Tabelle aufgelistetenen Dörfer zum Gemeindegebiet.
Folgende Orte sind neben dem Hauptort Tschmyriwka Teil der Gemeinde:
| Name                     | Name          | Name                         |
| ukrainisch transkribiert | ukrainisch    | russisch                     |
| ------------------------ | ------------- | ---------------------------- |
| Antoniwka                | Антонівка     | Антоновка (Antonowka)        |
| Beresowe                 | Березове      | Берёзовое (Berjosowoje)      |
| Bondarewe                | Бондареве     | Бондарево (Bondarewo)        |
| Butowe                   | Бутове        | Бутово (Butowo)              |
| Karajaschnyk             | Караяшник     | Караяшник (Karajaschnik)     |
| Losowe                   | Лозове        | Лозовое (Losowoje)           |
| Nowoomelkowe             | Новоомелькове | Новоомельково (Nowoomelkowo) |
| Orichowe                 | Оріхове       | Орехово (Orechowo)           |
| Petriwske                | Петрівське    | Петровское (Petrowskoje)     |
| Pischtschane             | Піщане        | Песчаное (Pestschanoje)      |
| Rosdolne                 | Роздольне     | Раздольное (Radolnoje)       |
| Sachidne                 | Західне       | Захидное (Sachidnoje)        |
| Sadky                    | Садки         | Садки (Sadki)                |
| Saporiske                | Запорізьке    | Запорожское (Saporoschskoje) |
| Schpotyne                | Шпотине       | Шпотино (Schpotino)          |
| Senkowe                  | Сенькове      | Сеньково (Senkowo)           |
| Stepowe                  | Степове       | Степовое (Stepowoje)         |
| Tarabany                 | Тарабани      | Тарабаны                     |
| Tezke                    | Тецьке        | Тецкое (Tezkoje)             |
| Wessele                  | Веселе        | Весёлое (Wessjoloje)         |
| Wyschnewe                | Вишневе       | Вишнёвое (Wischnjowoje)      |